# 扎塘寺
扎塘寺（藏語：གྲ་ཐང་དགོན，威利转写：gra thang dgon，THL：Dratang Gön）是位于中国西藏自治区山南市扎囊县扎塘镇的一座藏传佛教萨迦派寺院。该寺原是扎巴恩协创立的扎巴派的祖寺。

## 历史
扎塘寺位于扎囊县，由扎巴恩协（1012年－1090年）创建于1081年，原名“昂丹扎塘寺”，意为“五有扎塘寺”。“昂丹”（“五有”）是指桑耶寺没有的五大优点：一为主殿底层的转经回廊比桑耶寺多一弓（宽0.9米）；二为中层转经回廊绘制有千佛像壁画；三为主殿底层象征龙王卓思坚；四为主殿中层象征南王月杰钦；五为主殿上层象征药王热瓦拉。
扎巴恩协是11世纪卫藏的知名高僧，早年从鲁梅派出家，所以被鲁梅派视为本门高僧；又因有印度高僧当巴桑结教授之“息结九炬”教法，而被藏史列入息结派传承之旁系；大量伏藏的发现，又使他同宁玛派有了联系；此外，他还是知名的藏医专家及有成就的占星术大师。
《青史》记载：“在他（指扎巴恩协）年及七十岁时，岁次辛酉这扎塘寺奠基，直到他年及七十九岁时被一弟子用筷刺穿其心而逝世时，寺庙大体完成，剩下一些须作的工程，则由其侄郡协和郡楚二人于癸酉以前的三年中全部完成。总建此寺的时间计经十三年。”1081年，扎塘寺奠基。1090年，扎巴恩协因弟子为其治病时发生失误而圆寂，享年79岁。此时扎塘寺的主体建筑已基本完成，扎巴恩协的两位侄子继续完成了余下的建设工作。1093年，扎塘寺正式竣工。
扎塘寺最早属扎巴派（也有文献称其属息结派或鲁梅派，这是因为将扎巴恩协归入息结派或鲁梅派的缘故）。《青史》提到，扎塘寺因其建筑本身的精美壮观，而成为鲁梅派寺院中的经典作品。由于扎巴恩协被鲁梅派视作本派传承者，故扎塘寺也被列入鲁梅派的重要寺院，并成为鲁梅派的四大圣地之一（其他三大圣地是杰鲁来寺（又译“嘉鲁特寺”）、迅地庙堂（又译“迅衮噶热哇寺”）、索纳·塘波且寺（简称“塘波且寺”））。扎巴恩协圆寂后，接任扎塘寺堪布的邓金巴（扎塘·却焦邓顶巴（护法））是鲁梅派兼噶当派高僧，他还同时担任扎巴恩协创建的金耶寺的堪布。这位高僧及其继承者们将扎塘寺原有的鲁梅派传承与后来的噶当派经典结合，形成了一种结合了鲁梅派的“东律”与噶当派的混合学派。到11世纪末，扎塘寺、金耶寺已经成了噶当派僧人传教之所，而鲁梅派的“东律”也继续在金耶寺、扎塘寺、绒岗寺（曾由扎巴恩协修缮）中获得保存。
在萨迦王朝时，扎塘寺改宗萨迦派。西藏自治区文管会编《扎囊县文物志·扎塘寺》载，“十三世纪中期，萨迦王朝统治整个西藏，萨迦教派寺院的势力也随之强大，许多异教派的寺院改属萨迦派，扎塘寺亦在此时改属萨迦教派，寺主是雅隆·扎西曲德。”
蒙古准噶尔部入侵西藏时，扎塘寺遭受严重破坏。1930年代，第五世热振活佛担任西藏摄政时，扎塘寺进行了全面修缮。主殿二、三层全部拆除重修，主殿一层的个别柱子也进行了更换。1940年代，西藏噶厦派官员岗巴东波到扎囊一带调查寺庙的运作，整顿纪律，将有家有子的僧人赶出了寺院。
1950年代西藏民主改革后，扎塘寺成为扎囊县人民政府的所在地。在“文化大革命”中，扎塘寺的附属建筑被全部拆除；主殿也仅存底层，并被长期用作扎囊县的粮食仓库。直到1984年夏，主殿底层仍然是中共扎囊县委的粮食仓库。1995年初，粮食已从主殿的中心佛堂内清理出来，主殿底层进入维修阶段。1995年以后，扎塘寺的维修已经开始，扎塘寺中心佛堂的壁画保护也获落实。
1996年，扎塘寺被列为全国重点文物保护单位。

## 建筑
扎塘寺的整个建筑形制为坛城形。原来有内、中、外三层围墙，呈多边形的围墙中有不少附属建筑。主殿坐西朝东，高三层。扎塘寺现仅存残缺的外围墙以及主殿底层。
扎塘寺原有内、中、外三重围墙，内围墙、中围墙为多边形，外围墙在扎巴恩协时期呈圆形，但扎巴恩协圆寂后，其继承人将北侧外围墙内缩，导致外围墙变为椭圆形，南北长，东西窄，周长750米，由此扎塘寺的主殿便不位于外围墙内的正中心，而是偏向一方。围墙大门原位于正东，和主殿大门在同一条中轴线上，围墙外设有一圈濠沟以作防御。多边形的内围墙之内，除主殿之外，原来还有不少附属建筑，东侧有僧舍、阳台及一些拉章；西侧有卓玛拉康、顿库拉康；南侧有贡布拉康、登增拉康；北侧有观音佛殿等等。中围墙内，有夏季诵经场、库房、伙房等等建筑。中围墙和外围墙之间，还有一些拉康和大塔。
主殿底层有门廊、经堂、佛殿、密室等等。其中，经堂有28根立柱，多是八棱形柏木柱，柱头上的雕绘精美，壁画绘有萨迦派的世袭活佛及释尊佛像。佛殿内主供一尊释迦牟尼佛泥塑像，其旁边有弟子泥塑像、两尊天王泥塑像。塑像四周绘满了壁画，其中大部分为早期壁画。
主殿底层的佛殿内，保存有11世纪末的壁画，如今被藏学界认定为目前西藏境内发现的藏传佛教后弘期早期保存最好、年代最早的壁画遗存。佛堂内现存的10铺壁画，内容大体相同，均为佛说法图，主尊释迦牟尼四周围以众菩萨、众弟子，画面下端或角落还画有若干供养人。画面中，有释迦牟尼及各种形象的男、女半身像，人物之间镶饰着花草、狮子等等。
15世纪后期，廓诺·迅鲁伯在《青史》中未提到13世纪中期之后扎塘寺改宗萨迦派。但从扎塘寺主殿的大经堂壁画中多为萨迦派高僧等内容看，扎塘寺后来确同萨迦派有密切关系。大经堂位于中心佛堂之外，面阔五间，进深六间，内有20根柱子，面积是中心佛堂的好几倍。大经堂的壁画分上、下两个部分，下部壁画为经堂四周墙上的壁画，现已基本无存，仅经堂大门左、右两侧的壁画尚保存完好，壁画内容为四大天王、无量寿佛、欢喜佛、裸体女菩萨像等等。上部壁画是指经堂天井的西、南、北三面墙上的绘画，主要内容是萨迦派知名人物的肖像及其他藏传佛教重要人物的画像，画中人物均面向中心佛堂，三人一组。西面壁画中有，金刚手菩萨、莲花生、扎巴恩协的画像；南面壁画中有，古如·阿娃土日、永达米玛、卓米·释迦益西、尊者·查巴坚赞、查普巴、贡嘎坚赞像等等；北面壁画中有，索南尊姆班禅、衮嘎宁波、卓衮·却杰帕巴、阿旺土登像等等。